# Cineraria
Genre
Classification phylogénétique
Cineraria est un genre de plantes à fleurs de la famille des Asteraceae. Il est généralement considéré à l'heure actuelle comme constitué de près de 50 espèces originaires d'Afrique du Sud.
Le genre inclut des plantes herbacées ainsi que de petits sous-arbrisseaux.
Auparavant, le genre comprenait aussi des espèces originaires des îles Canaries et de Madère qui ont été transférées dans le genre Pericallis.

## Liste des espèces
- Cineraria abyssinica Sch.Bip. ex A.Rich.
- Cineraria albicans N.E.Br.
- Cineraria alchemilloide DC.
- Cineraria anampoza (Baker) Baker
- Cineraria angulosa Lam.
- Cineraria aspera Thunb.
- Cineraria atriplicifolia DC.
- Cineraria austrotransvaalensis Cron
- Cineraria canescens J.C.Wendl. ex Link
- Cineraria cyanomontana Cron
- Cineraria decipiens Harv.
- Cineraria deltoidea Sond.
- Cineraria dryogeton Cron
- Cineraria erodioides DC.
- Cineraria erosa (Thunb.) Harv.
- Cineraria geifolia (L.) L.
- Cineraria geraniifolia DC.
- Cineraria glandulosa Cron
- Cineraria grandibracteata Hilliard
- Cineraria huilensis Cron
- Cineraria lobata L'Hér.
- Cineraria longipes S.Moore
- Cineraria lyratiformis Cron[1].
- Cineraria lyrata DC.
- Cineraria magnicephala Cron
- Cineraria mazoensis S.Moore
- Cineraria mollis E.Mey. ex DC.
- Cineraria ngwenyensis Cron
- Cineraria parvifolia Burtt Davy
- Cineraria pinnata O.Hoffm. ex Schinz
- Cineraria platycarpa DC.
- Cineraria pulchra Cron
- Cineraria saxifraga DC.
- Cineraria vagans Hilliard
- Cineraria vallis-pacis Dinter ex Merxm.